# Yves Théron
Pour les articles homonymes, voir Theron.
Pas d'image ? Cliquez ici

a Compétitions nationales et continentales officielles uniquement.

Dernière mise à jour le 31 janvier 2025.
Yves Théron, né le 16 juin 1962 à Rodez (Aveyron), est un joueur français de rugby à XV qui évolue au poste de deuxième ligne.

## Biographie
Yves Théron naît à Rodez en juin 1962,.
Formé au FC Grenoble, il commence sa carrière senior au CS Vienne de 1982 à 1985, avant de rejoindre le CS Bourgoin-Jallieu de 1985 à 1990.
Il retourne ensuite au FC Grenoble lors de la saison 1990-1991, avant de retourner également au CS Bourgoin-Jallieu de 1992 à 1998.
En 1995, il remporte avec son club le Challenge Jean Bouin (match pour la troisième place) devant le RC Toulon.[réf. nécessaire]
En 1997, le CS Bourgoin-Jallieu atteint notamment la finale des trois compétitions qu'il dispute. Il est titulaire lors de la finale de la Coupe de France Yves du Manoir, mais ne dispute pas celles du Championnat de France et celle de la Conférence européenne gagnée face au Castres olympique.

## Palmarès
- Finaliste du Challenge de l'Espérance en 1994 avec le CS Bourgoin-Jallieu.
- Finaliste du Challenge Armand Vaquerin 1994 avec le CS Bourgoin-Jallieu.
- Vainqueur du Challenge Jean Bouin en 1995 avec le CS Bourgoin-Jallieu.
- Finaliste de la Coupe de France Yves du Manoir en 1997 avec le CS Bourgoin-Jallieu.
- Finaliste du Championnat de France en 1997 avec le CS Bourgoin-Jallieu.